# پکو (مدل)
پکو (انگلیسی: Peco؛ زادهٔ ۳۰ ژوئن ۱۹۹۵) مدل (شخص) و شخصیت تلویزیونی اهل ژاپن است.